# 용지호수

용지호수 전경

용지호수는 경상남도 창원시 성산구 용지동에 있는 호수이다. 창원시를 대표하는 호수이며, 용지공원 안에 있다. 호수의 면적은 54,600m2 이고, 호수의 깊이는 2.2m에서 4m이고 둘레는 1,169m이다.

## 개요
공원 내에는 창원시를 상징하는 여러 건물들이 있다. 창원시민헌장, 새영남포정사, 이원수선생노래비 등이 있으며, 이 외에도 불모산에서 발굴한 불모산동사지 3층 석탑을 원형으로 복원해 놓았으며, 음악분수가 설치되어 있다. 공원 내에는 창원시립도서관이 위치하여 있다.

## 주변 건물
- 창원시립도서관
- 성산아트홀
- 창원중앙고등학교

## 음악 분수

음악분수 공연 안내문

밤이 되면 음악분수 공연을 한다. 호수물이 얼기 쉬운 12월에서 3월 초 사이에는 하지 않는다.

## 사진

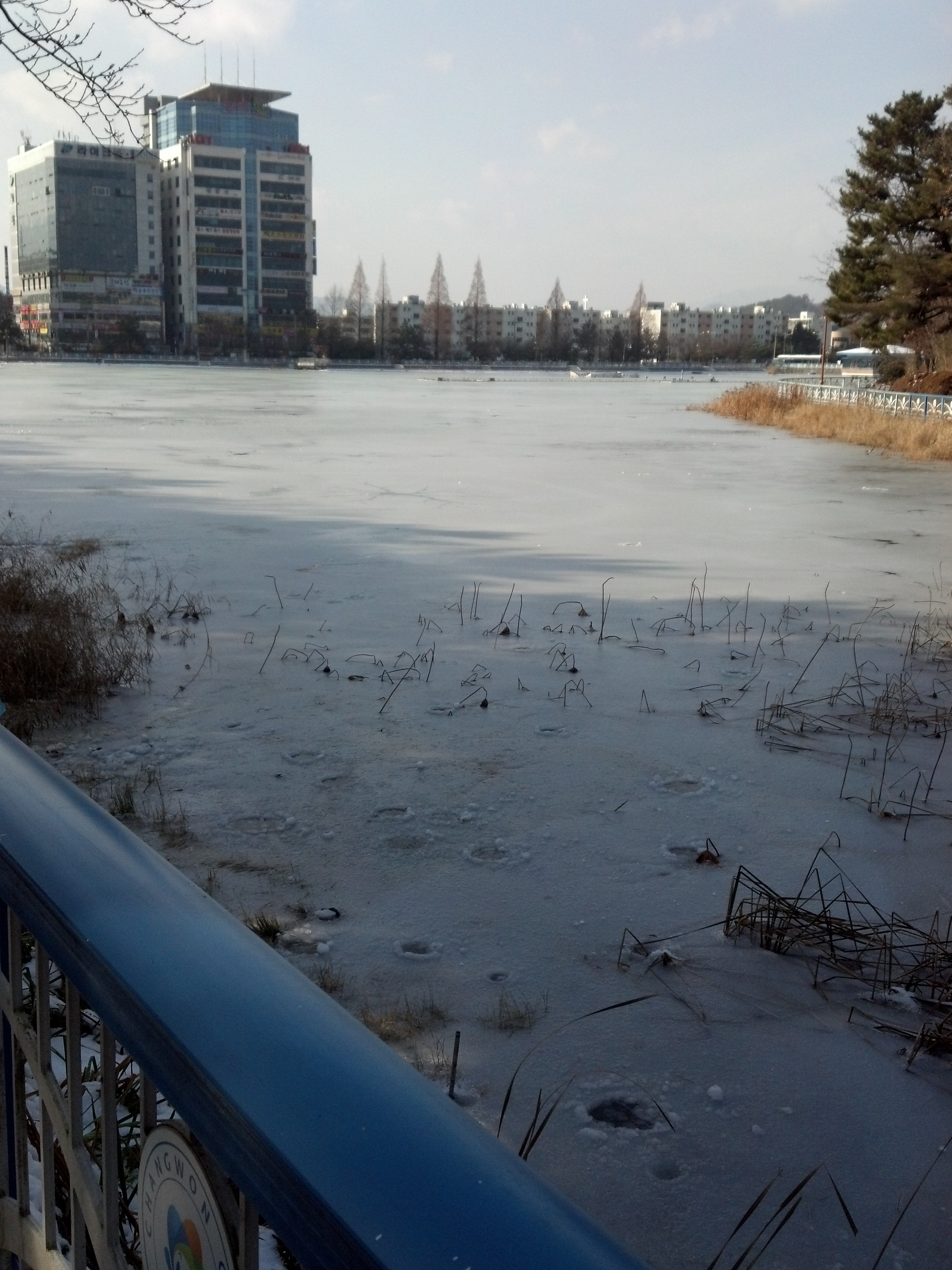
2012년 12월 얼어붙은 용지호수

## 참조
1. ↑  아름다운 용지호수를 소개합니다 - 창원시 블로그 창원광장